# Bill English
Cet article concerne l'homme politique néo-zélandais. Pour l'acteur américain, voir Bill English (acteur).
Bill est un diminutif de William : voir aussi William English .
Simon William English dit Bill English, né le 30 décembre 1961 à Lumsden (Nouvelle-Zélande), est un homme d'État néo-zélandais.

## Biographie
Bill English travaille dans la ferme familiale de Dipton avant de rejoindre le Trésor. Élu à la Chambre des représentants de Nouvelle-Zélande en 1990, il intègre le gouvernement de Jim Bolger en 1996 et est promu ministre de la santé quelques mois plus tard, après les élections. Il conserve son poste lorsque Jenny Shipley devient premier ministre. En 1999, il est nommé ministre des finances dans le gouvernement de cette dernière.
Après la victoire des travaillistes en 1999, English prend la tête du Parti national en 2001. Le parti est cependant balayé aux élections législatives suivantes, réunissant moins d'un quart des voix. En octobre 2003, English est battu à la direction du parti.
À la suite des élections de 2005, John Key devient dirigeant du Parti national et English son adjoint. Trois ans plus tard, Key remporte les élections et nomme English vice-premier ministre et ministre des finances.
Le 12 décembre 2016, English est désigné Premier ministre après la démission, pour raisons familiales, de John Key le 5 décembre 2016.
Il mène le Parti national lors des élections législatives de 2017. D'abord donné largement favoris, les conservateurs voient leur avance se réduire considérablement lorsque Jacinda Ardern prend la tête du Parti travailliste ; les deux partis sont désormais au coude-à-coude. Le soir des élections, le Parti national remporte 46 % des suffrages et 58 sièges, à trois sièges de la majorité absolue. Après le comptage des bulletins postaux et de l'étranger, l'avance se réduit à 44 % et 56 sièges. Malgré cette première place aux élections, les Verts et Nouvelle-Zélande d'abord décident de soutenir la travailliste Ardern au poste de Premier Ministre, ; les trois partis disposent ensemble d'une majorité de 63 sièges à la Chambre des représentants.

## Positions politiques
Catholique pratiquant, Bill English est conservateur sur les questions de société : il s'oppose à l'avortement, à l'euthanasie et a voté contre la loi autorisant le mariage homosexuel en Nouvelle-Zélande,. Cependant, après avoir été désigné Premier ministre, il affirme qu'il a changé d'avis sur la question du mariage entre couples de même sexe et qu'il n'utilisera pas sa position pour mettre en œuvre un programme conservateur sur le plan social.
Bill English est favorable au maintien de la monarchie en Nouvelle-Zélande.